# Kennedy Bakircioglu
Kennedy Bakircioglu (Södertälje, Suecia, 2 de noviembre de 1980), conocido deportivamente como Kennedy, es un exfutbolista sueco con ascendencia asiria. Su primer equipo fue el Assyriska Föreningen, solía jugar como centrocampista ofensivo, y su último equipo fue el Hammarby IF.

## Trayectoria
Bakircioglu, que ha sido internacional absoluto con la selección de Suecia en quince ocasiones, disputó durante su estancia en el Ajax (2007-2010) 53 partidos oficiales, en los que anotó diez goles.
Comenzó su carrera en el fútbol sueco militando en el Assyriska Föreningen (1996-1999) y el Hammarby IF (1999-2003), con el que se proclamó campeón de Liga en 2001. 
Posteriormente, dio el salto a la competición griega para jugar en el Iraklis FC. Tras su paso por el fútbol heleno, Kennedy Bakircioglu se incorporó al FC Twente holandés, con el que jugó 75 encuentros oficiales y marcó 27 tantos durante las campañas 2005-06 y 2006-07, justo antes de su fichaje por el Ajax.
En 2010, después de no jugar mucho durante las últimas 2 temporadas ficha por 2 años con el Racing de Santander (Primera División España, Liga BBVA) por recomendación de su entrenador Miguel Ángel Portugal.
Su representante es Enrique Pérez Ortega.

## Perfil del jugador
Cuando aún era jugador del Hammarby, Bakircioglu se hizo popular gracias al juego de ordenador Championship Manager 01/02, donde su versión virtual era considerada uno de los «talentos ocultos».
En enero de 2025, Jordi Alba declaró que Bakircioglu era el jugador más difícil de marcar al que se había enfrentado.

## Clubes
| Temporada | Club                 | Liga                | PJ  | Goles |
| --------- | -------------------- | ------------------- | --- | ----- |
| 1996      | Assyriska Föreningen | Division 2          | 1   | 0     |
| 1997      | Assyriska Föreningen | Division 2          | 8   | 1     |
| 1998      | Assyriska Föreningen | Division 1 Norra    | 25  | 9     |
| 1999      | Hammarby IF          | Allsvenskan         | 25  | 2     |
| 2000      | Hammarby IF          | Allsvenskan         | 26  | 5     |
| 2001      | Hammarby IF          | Allsvenskan         | 26  | 8     |
| 2002      | Hammarby IF          | Allsvenskan         | 25  | 11    |
| 2003      | Hammarby IF          | Allsvenskan         | 25  | 12    |
| 2003–04   | Iraklis              | Super League Greece | 7   | 2     |
| 2004–05   | Iraklis              | Super League Greece | 17  | 2     |
| 2005–06   | FC Twente            | Eredivisie          | 32  | 8     |
| 2006–07   | FC Twente            | Eredivisie          | 34  | 15    |
| 2007–08   | Ajax                 | Eredivisie          | 19  | 3     |
| 2008–09   | Ajax                 | Eredivisie          | 12  | 2     |
| 2009–10   | Ajax                 | Eredivisie          | 14  | 4     |
| 2010–11   | Racing Santander     | La Liga             | 32  | 6     |
| 2011–12   | Racing Santander     | La Liga             | 7   | 0     |
| 2012–13   | Hammarby IF          | Superettan          | -   | -     |
| 2013–14   | Hammarby IF          | Superettan          | -   | -     |
| 2014–15   | Hammarby IF          | Allsvenskan         | -   | -     |
| Total     | Total                | Total               | 339 | 89    |

## Palmarés
- 1 liga sueca: 2001.
- 1 Supercopa de los Países Bajos: 2007.